# Hey U X
Hey U X — дебютный студийный альбом новозеландской певицы и автора-исполнителя Бени (Стелла Роуз Беннетт), выпущенный 13 ноября 2020 года на студии Republic Records. В записи принимали участие певицы Граймс и Лили Аллен, а также другие музыканты.

## История
Бени в июле 2020 года сообщила журналу Billboard, что релиз её альбома состоится в 2020 году, перед официальным объявлением о выпуске Hey U X 15 октября 2020 года.
До этого она сказала, что музыкально он будет отличаться от её существующего репертуара, сказав сетевому изданию Uproxx: «…Я думаю, что с этим альбомом я действительно не стала отказываться от экспериментов с жанрами и даже текстами. Может быть, я бы не решилась сделать некоторые из вещей, которые я сделала на этом альбоме в моих предыдущих работах. […] Я чувствую, что некоторые люди, которым нравятся мои другие вещи, возненавидят это, потому что это совсем другое. Но мне было очень весело делать это. […] Мне нравится идея смешения жанров, и мне не нравится идея точного определения местоположения. Я бы назвала [свою музыку] хрустящим яблоком, потому что я пытаюсь создать свежий звук. Итак, это свежее хрустящее яблоко».
О выборе названия альбома Бени сказала в интервью газете The New Zealand Herald: «„Hey U X“ — это то, что мне показалось милым. Мне кажется, что нет ни одного слова, которое бы суммировало все это … Я пытаюсь найти что-то, что полностью актуально». В альбомном треке «All the Time» участвует музыкант Муроки, который первым подписал контракт с лейблом Бини, Olive, который она основала в начале октября 2020 года. Вскоре после анонса Olive Бини отправилась в концертный тур по Новой Зеландии в качестве хэдлайнера после того, как её страна не сообщила ни о каких случаях COVID-19. Она отыграла восемь концертов в четырёх городах, а на заключительном концерте в Spark Arena были распроданы все 12 000 мест, и он стал первым аншлаговым концертом, который транслировался в прямом эфире для владельцев билетов.

## Отзывы
| Совокупная оценка    | Совокупная оценка |
| Источник             | Оценка            |
| -------------------- | ----------------- |
| Metacritic           | 82/100            |
| Оценки критиков      |                   |
| Источник             | Оценка            |
| DIY                  | [ 16 ]            |
| Gigwise              | 7/10              |
| The Line of Best Fit | 8/10              |
| NME                  | [ 1 ]             |

Альбом получил положительные отзывы музыкальных критиков и изданий: DIY, Gigwise, NME. В интернет-агрегаторе Metacritic, устанавливающем в среднем оценку до ста, основанную на профессиональных рецензиях, альбом получил 82 балла на основе 5 полученных рецензий, что означает «получил в целом положительные отзывы от критиков».

## Список композиций
| №                   | Название                                         | Автор(ы)                                                     | Продюсеры               | Длительность |
| ------------------- | ------------------------------------------------ | ------------------------------------------------------------ | ----------------------- | ------------ |
| 1.                  | «Happen to Me»                                   | Stella Bennett Joshua Fountain                               | Fountain                | 3:51         |
| 2.                  | «Same Effect»                                    | Bennett Fountain Jason Schoushkoff                           | Fountain Djeisan Suskov | 4:04         |
| 3.                  | «Sheesh» (при участии Граймс)                    | Bennett Fountain Клэр Буше                                   | Fountain                | 3:33         |
| 4.                  | «Supalonely» (при участии Gus Dapperton)         | Bennett Jenna Andrews Fountain Brendan Patrick Rice          | Fountain                | 3:43         |
| 5.                  | «Snail»                                          | Bennett Fountain                                             | Fountain                | 3:00         |
| 6.                  | «Plain» (при участии Лили Аллен и Flo Milli)     | Bennett Andrews Fountain Schoushkoff Лили Аллен Tamia Carter | Fountain Suskov         | 3:52         |
| 7.                  | «Kool»                                           | Bennett Fountain Schoushkoff                                 | Fountain Suskov         | 2:48         |
| 8.                  | «Winter» (при участии Mallrat)                   | Bennett Andrews Fountain Jonah Christian Grace Shaw          | Fountain Christian      | 3:07         |
| 9.                  | «A Little While»                                 | Bennett                                                      | Fountain                | 3:18         |
| 10.                 | «Night Garden» (при участии Kenny Beats и Bakar) | Bennett Kenneth Blume Bakar Shariff                          | Kenny Beats             | 3:41         |
| 11.                 | «All the Time» (при участии Muroki)              | Bennett Fountain Christian                                   | Fountain Christian      | 3:08         |
| 12.                 | «If I Get to Meet You»                           | Bennett Fountain                                             | Fountain                | 3:02         |
| 13.                 | «C U»                                            | Bennett Fountain Schoushkoff                                 | Fountain Suskov         | 3:00         |
| Общая длительность: | Общая длительность:                              | Общая длительность:                                          | Общая длительность:     | 44:07        |

## Позиции в чартах

### Альбом
| Чарт (2020)           | Высшая позиция |
| --------------------- | -------------- |
| Австралия (ARIA)      | 22             |
| Новая Зеландия (RMNZ) | 2              |